# Jürgen Croy
Jürgen Croy (n. 19 octombrie 1946, Zwickau, Land Sachsen⁠(d), Zona de ocupație sovietică) este un fotbalist german, medaliat olimpic. A participat la 2 ediții ale Jocurilor Olimpice (1972, 1976) în care a câștigat o medalie de aur și o medalie de bronz.